# Hoplitis tricolor
Hoplitis tricolor är en biart som först beskrevs av Saunders 1908.  Hoplitis tricolor ingår i släktet gnagbin, och familjen buksamlarbin. Inga underarter finns listade i Catalogue of Life.